# Major League Soccer 2019
Major League Soccer 2019 a fost cel de-al 24-lea sezon al ligii profesioniste nord-americane de fotbal ce a inclus 24 de cluburi în total (21 cu sediul în Statele Unite ale Americii, 3 cu sediul în Canada). Sezonul regulat a început pe 2 martie 2019 și s-a încheiat pe 6 octombrie 2019. Play-off-ul a început pe 19 octombrie și s-a încheiat pe 10 noiembrie 2019. Meciurile din play-off s-au jucat într-un format nou, cu un singur meci și a inclus 14 echipe. 
FC Cincinnati s-a alăturat ligii ca franciză de expansiune, numărul total de cluburi din MLS ajungând la 24. Minnesota United FC intenționează să deschidă primul său stadion specific de fotbal, Allianz Field, în aprilie.
New York Red Bulls era deținătoarea MLS Supporters' Shield, în timp ce Atlanta United FC era deținătoarea Cupei MLS.
Los Angeles FC a câștigat pentru prima oară MLS Supporters' Shield cu un record de 72 de puncte, în timp ce Seattle Sounders FC a câștigat Cupei MLS pentru a doua oară.

## Stadioane și orașe
| AtlantaFireRapidsCrew SCD.C. UnitedCincinnatiFC DallasDynamoLAFCGalaxyMinnesotaImpactRevolutionNYCFCRed BullsOrlando CityUnionTimbersReal Salt LakeEarthquakesSounders FCSporting KCToronto FCWhitecaps FC Localizarea echipelor pentru sezonul 2019 al MLS · Conferința de Est; Conferința de Vest | AtlantaFireRapidsCrew SCD.C. UnitedCincinnatiFC DallasDynamoLAFCGalaxyMinnesotaImpactRevolutionNYCFCRed BullsOrlando CityUnionTimbersReal Salt LakeEarthquakesSounders FCSporting KCToronto FCWhitecaps FC Localizarea echipelor pentru sezonul 2019 al MLS · Conferința de Est; Conferința de Vest |
| --- | --- |

| Chicago Fire          | Colorado Rapids            | Columbus Crew              | D.C. United            | FC Dallas              |
| --------------------- | -------------------------- | -------------------------- | ---------------------- | ---------------------- |
| SeatGeek Stadium      | Dick's Sporting Goods Park | Mapfre Stadium             | Audi Field             | Toyota Stadium         |
| Capacitate: 20.500    | Capacitate: 18.061         | Capacitate: 19.968         | Capacitate: 20.000     | Capacitate: 20.500     |
|                       |                            |                            |                        |                        |
| Houston Dynamo        | LA Galaxy                  | Montreal Impact            | New England Revolution | New York City FC       |
| BBVA Compass Stadium  | Dignity Health Sports Park | Saputo Stadium             | Gillette Stadium       | Yankee Stadium         |
| Capacitate: 22.039    | Capacitate: 27.000         | Capacitate: 20.801         | Capacitate: 22.000     | Capacitate: 30.321     |
|                       |                            |                            |                        |                        |
| New York Red Bulls    | Orlando City SC            | Philadelphia Union         | Portland Timbers       | Real Salt Lake         |
| Red Bull Arena        | Orlando City Stadium       | Talen Energy Stadium       | Providence Park        | Rio Tinto Stadium      |
| Capacitate: 25.000    | Capacitate: 25.500         | Capacitate: 18.500         | Capacitate: 25.000     | Capacitate: 20.213     |
|                       |                            |                            |                        |                        |
| San Jose Earthquakes  | Seattle Sounders FC        | Sporting Kansas City       | Toronto FC             | Vancouver Whitecaps FC |
| Avaya Stadium         | CenturyLink Field          | Children's Mercy Park      | BMO Field              | BC Place               |
| Capacitate: 18.000    | Capacitate: 39.419         | Capacitate: 18.467         | Capacitate: 30.000     | Capacitate: 22.120     |
|                       |                            |                            |                        |                        |
| Atlanta United FC     | Minnesota United FC        | Los Angeles FC             | FC Cincinnati          |                        |
| Mercedes-Benz Stadium | Allianz Field              | Banc of California Stadium | Nippert Stadium        |                        |
| Capacitate: 42.500    | Capacitate: 19.400         | Capacitate: 22.000         | Capacitate: 33.800     |                        |
|                       |                            |                            |                        |                        |

## Clasamente

### Conferința de Est
| Loc | Echipă                 | MJ | V  | E  | Î  | GM | GP | G   | P  | Calificare                       |
| --- | ---------------------- | -- | -- | -- | -- | -- | -- | --- | -- | -------------------------------- |
| 1   | New York City FC       | 34 | 18 | 10 | 6  | 63 | 42 | +21 | 64 | Semifinale pe Conferință         |
| 2   | Atlanta United FC      | 34 | 18 | 4  | 12 | 58 | 43 | +15 | 58 | Sferturi de finală pe Conferință |
| 3   | Philadelphia Union     | 34 | 16 | 7  | 11 | 58 | 50 | +8  | 55 | Sferturi de finală pe Conferință |
| 4   | Toronto FC             | 34 | 13 | 11 | 10 | 57 | 52 | +5  | 50 | Sferturi de finală pe Conferință |
| 5   | D.C. United            | 34 | 13 | 11 | 10 | 42 | 38 | +4  | 50 | Sferturi de finală pe Conferință |
| 6   | New York Red Bulls     | 34 | 14 | 6  | 14 | 53 | 51 | +2  | 48 | Sferturi de finală pe Conferință |
| 7   | New England Revolution | 34 | 11 | 12 | 11 | 50 | 57 | -7  | 45 | Sferturi de finală pe Conferință |
| 8   | Chicago Fire           | 34 | 10 | 12 | 12 | 55 | 47 | +8  | 42 |                                  |
| 9   | Montreal Impact        | 34 | 12 | 5  | 17 | 47 | 60 | -13 | 41 |                                  |
| 10  | Columbus Crew SC       | 34 | 10 | 8  | 16 | 39 | 47 | -8  | 38 |                                  |
| 11  | Orlando City           | 34 | 9  | 10 | 15 | 44 | 52 | -8  | 37 |                                  |
| 12  | FC Cincinnati          | 34 | 6  | 6  | 22 | 31 | 75 | -44 | 24 |                                  |

### Conferința de Vest
| Loc | Echipă                 | MJ | V  | E  | Î  | GM | GP | G   | P  | Calificare                       |
| --- | ---------------------- | -- | -- | -- | -- | -- | -- | --- | -- | -------------------------------- |
| 1   | Los Angeles FC         | 34 | 21 | 9  | 4  | 85 | 37 | +48 | 72 | Semifinale pe Conferință         |
| 2   | Seattle Sounders FC    | 34 | 16 | 8  | 10 | 52 | 49 | +3  | 56 | Sferturi de finală pe Conferință |
| 3   | Real Salt Lake         | 34 | 16 | 5  | 13 | 46 | 41 | +5  | 53 | Sferturi de finală pe Conferință |
| 4   | Minnesota United FC    | 34 | 15 | 8  | 11 | 52 | 43 | +9  | 53 | Sferturi de finală pe Conferință |
| 5   | LA Galaxy              | 34 | 16 | 3  | 15 | 58 | 59 | -11 | 51 | Sferturi de finală pe Conferință |
| 6   | Portland Timbers       | 34 | 14 | 7  | 13 | 52 | 49 | +3  | 49 | Sferturi de finală pe Conferință |
| 7   | FC Dallas              | 34 | 13 | 9  | 12 | 54 | 46 | +8  | 48 | Sferturi de finală pe Conferință |
| 8   | San Jose Earthquakes   | 34 | 13 | 5  | 16 | 52 | 55 | -3  | 44 |                                  |
| 9   | Colorado Rapids        | 34 | 12 | 6  | 16 | 58 | 63 | -5  | 42 |                                  |
| 10  | Houston Dynamo         | 34 | 12 | 4  | 18 | 49 | 59 | -10 | 40 |                                  |
| 11  | Sporting Kansas City   | 34 | 10 | 8  | 16 | 49 | 67 | -18 | 38 |                                  |
| 12  | Vancouver Whitecaps FC | 34 | 8  | 10 | 16 | 37 | 59 | -22 | 34 |                                  |

## Play-off
|  | Turul 1            | Turul 1                | Turul 1             |   |                     | Semifinalele conferințelor | Semifinalele conferințelor | Semifinalele conferințelor |  |    | Finalele conferințelor | Finalele conferințelor | Finalele conferințelor |  |    | Finala MLS | Finala MLS | Finala MLS |
|  |                    |                        |                     |   |                     |                            |                            |                            |  |    |                        |                        |                        |  |    |            |            |            |
|  | E1                 | New York City FC       |                     |   |                     |                            |                            |                            |  |    |                        |                        |                        |  |    |            |            |            |
|  |                    |                        |                     |   |                     |                            |                            |                            |  |    |                        |                        |                        |  |    |            |            |            |
|  |                    | E1                     | New York City FC    | 1 |                     |                            |                            |                            |  |    |                        |                        |                        |  |    |            |            |            |
|  |                    |                        |                     | 1 |                     |                            |                            |                            |  |    |                        |                        |                        |  |    |            |            |            |
|  |                    | E4                     | Toronto FC          | 2 |                     |                            |                            |                            |  |    |                        |                        |                        |  |    |            |            |            |
|  | E4                 | E4                     | Toronto FC          | 2 | Toronto FC          | 5 (prel)                   |                            |                            |  |    |                        |                        |                        |  |    |            |            |            |
|  | E4                 |                        |                     |   | Toronto FC          | 5 (prel)                   |                            |                            |  |    |                        |                        |                        |  |    |            |            |            |
|  | E5                 | D.C. United            | 1                   |   |                     |                            |                            |                            |  |    |                        |                        |                        |  |    |            |            |            |
|  | E5                 | D.C. United            | 1                   |   |                     |                            |                            |                            |  | E4 | Toronto FC             | 2                      |                        |  |    |            |            |            |
|  | Conferința de Est  |                        |                     |   |                     |                            |                            |                            |  | E4 | Toronto FC             | 2                      |                        |  |    |            |            |            |
|  |                    | E2                     | Atlanta United FC   | 1 |                     |                            |                            |                            |  |    |                        |                        |                        |  |    |            |            |            |
|  | E2                 | E2                     | Atlanta United FC   | 1 | Atlanta United FC   | 1                          |                            |                            |  |    |                        |                        |                        |  |    |            |            |            |
|  | E2                 |                        |                     |   | Atlanta United FC   | 1                          |                            |                            |  |    |                        |                        |                        |  |    |            |            |            |
|  | E7                 | New England Revolution | 0                   |   |                     |                            |                            |                            |  |    |                        |                        |                        |  |    |            |            |            |
|  | E7                 | New England Revolution | 0                   |   | E2                  | Atlanta United FC          | 2                          |                            |  |    |                        |                        |                        |  |    |            |            |            |
|  |                    |                        |                     |   | E2                  | Atlanta United FC          | 2                          |                            |  |    |                        |                        |                        |  |    |            |            |            |
|  |                    | E3                     | Philadelphia Union  | 0 |                     |                            |                            |                            |  |    |                        |                        |                        |  |    |            |            |            |
|  | E3                 | E3                     | Philadelphia Union  | 0 | Philadelphia Union  | 4 (prel)                   |                            |                            |  |    |                        |                        |                        |  |    |            |            |            |
|  | E3                 |                        |                     |   | Philadelphia Union  | 4 (prel)                   |                            |                            |  |    |                        |                        |                        |  |    |            |            |            |
|  | E6                 | New York Red Bulls     | 3                   |   |                     |                            |                            |                            |  |    |                        |                        |                        |  |    |            |            |            |
|  | E6                 | New York Red Bulls     | 3                   |   |                     |                            |                            |                            |  |    |                        |                        |                        |  | E4 | Toronto FC | 1          |            |
|  |                    |                        |                     |   |                     |                            |                            |                            |  |    |                        |                        |                        |  | E4 | Toronto FC | 1          |            |
|  |                    | V2                     | Seattle Sounders FC | 3 |                     |                            |                            |                            |  |    |                        |                        |                        |  |    |            |            |            |
|  | V1                 | V2                     | Seattle Sounders FC | 3 | Los Angeles FC      |                            |                            |                            |  |    |                        |                        |                        |  |    |            |            |            |
|  | V1                 |                        |                     |   | Los Angeles FC      |                            |                            |                            |  |    |                        |                        |                        |  |    |            |            |            |
|  |                    |                        |                     |   |                     |                            |                            |                            |  |    |                        |                        |                        |  |    |            |            |            |
|  |                    | V1                     | Los Angeles FC      | 5 |                     |                            |                            |                            |  |    |                        |                        |                        |  |    |            |            |            |
|  |                    |                        |                     | 5 |                     |                            |                            |                            |  |    |                        |                        |                        |  |    |            |            |            |
|  |                    | V5                     | LA Galaxy           | 3 |                     |                            |                            |                            |  |    |                        |                        |                        |  |    |            |            |            |
|  | V4                 | V5                     | LA Galaxy           | 3 | Minnesota United FC | 1                          |                            |                            |  |    |                        |                        |                        |  |    |            |            |            |
|  | V4                 |                        |                     |   | Minnesota United FC | 1                          |                            |                            |  |    |                        |                        |                        |  |    |            |            |            |
|  | V5                 | LA Galaxy              | 2                   |   |                     |                            |                            |                            |  |    |                        |                        |                        |  |    |            |            |            |
|  | V5                 | LA Galaxy              | 2                   |   |                     |                            |                            |                            |  | V1 | Los Angeles FC         | 1                      |                        |  |    |            |            |            |
|  | Conferința de Vest |                        |                     |   |                     |                            |                            |                            |  | V1 | Los Angeles FC         | 1                      |                        |  |    |            |            |            |
|  |                    | V2                     | Seattle Sounders FC | 3 |                     |                            |                            |                            |  |    |                        |                        |                        |  |    |            |            |            |
|  | V2                 | V2                     | Seattle Sounders FC | 3 | Seattle Sounders FC | 4 (prel)                   |                            |                            |  |    |                        |                        |                        |  |    |            |            |            |
|  | V2                 |                        |                     |   | Seattle Sounders FC | 4 (prel)                   |                            |                            |  |    |                        |                        |                        |  |    |            |            |            |
|  | V7                 | FC Dallas              | 3                   |   |                     |                            |                            |                            |  |    |                        |                        |                        |  |    |            |            |            |
|  | V7                 | FC Dallas              | 3                   |   | V2                  | Seattle Sounders FC        | 2                          |                            |  |    |                        |                        |                        |  |    |            |            |            |
|  |                    |                        |                     |   | V2                  | Seattle Sounders FC        | 2                          |                            |  |    |                        |                        |                        |  |    |            |            |            |
|  |                    | V3                     | Real Salt Lake      | 0 |                     |                            |                            |                            |  |    |                        |                        |                        |  |    |            |            |            |
|  | V3                 | V3                     | Real Salt Lake      | 0 | Real Salt Lake      | 2                          |                            |                            |  |    |                        |                        |                        |  |    |            |            |            |
|  | V3                 |                        |                     |   | Real Salt Lake      | 2                          |                            |                            |  |    |                        |                        |                        |  |    |            |            |            |
|  | V6                 | Portland Timbers       | 1                   |   |                     |                            |                            |                            |  |    |                        |                        |                        |  |    |            |            |            |

## Statistici
| Loc | Jucător            | Club                 | Goluri |
| --- | ------------------ | -------------------- | ------ |
| 1   | Carlos Vela        | Los Angeles FC       | 34     |
| 2   | Zlatan Ibrahimović | LA Galaxy            | 30     |
| 3   | Josef Martínez     | Atlanta United FC    | 27     |
| 4   | Diego Rossi        | Los Angeles FC       | 16     |
| 5   | Héber              | New York City FC     | 15     |
| 5   | Kacper Przybyłko   | Philadelphia Union   | 15     |
| 5   | Chris Wondolowski  | San Jose Earthquakes | 15     |
| 8   | Kei Kamara         | Colorado Rapids      | 14     |
| 9   | Mauro Manotas      | Houston Dynamo       | 13     |
| 9   | C.J. Sapong        | Chicago Fire         | 13     |
| 9   | Gyasi Zardes       | Columbus Crew SC     | 13     |

| Loc | Jucător             | Club                   | Pase |
| --- | ------------------- | ---------------------- | ---- |
| 1   | Maximiliano Moralez | New York City FC       | 20   |
| 2   | Diego Valeri        | Portland Timbers       | 16   |
| 3   | Michael Barrios     | FC Dallas              | 15   |
| 3   | Carlos Vela         | Los Angeles FC         | 15   |
| 5   | Carles Gil          | New England Revolution | 14   |
| 6   | Cristian Espinoza   | San Jose Earthquakes   | 13   |
| 7   | Nicolás Gaitán      | Chicago Fire           | 12   |
| 7   | Ján Greguš          | Minnesota United FC    | 12   |
| 7   | Julian Gressel      | Atlanta United FC      | 12   |
| 7   | Nicolás Lodeiro     | Seattle Sounders FC    | 12   |
| 7   | Alejandro Pozuelo   | Toronto FC             | 12   |

## Premii

### Premii lunare
| Luna    | Jucător             | Echipa               | Statistici              | Detalii |
| ------- | ------------------- | -------------------- | ----------------------- | ------- |
| Martie  | Carlos Vela         | Los Angeles FC       | 6 goluri, 3 pase de gol | [ 8 ]   |
| Aprilie | Carlos Vela         | Los Angeles FC       | 5 goluri, 2 pase de gol | [ 9 ]   |
| Mai     | Chris Wondolowski   | San Jose Earthquakes | 6 goluri                | [ 10 ]  |
| Iunie   | Maximiliano Moralez | New York City FC     | 3 goluri, 6 pase de gol | [ 11 ]  |
| Iulie   | Josef Martínez      | Atlanta United FC    | 7 goluri                | [ 12 ]  |
| August  | Josef Martínez      | Atlanta United FC    | 6 goluri                | [ 13 ]  |